# Вајнланд (Њу Џерзи)
Вајнланд (енгл. Vineland) град је у америчкој савезној држави Њу Џерзи. По попису становништва из 2010. у њему је живело 60.724 становника.

## Демографија
Према попису становништва из 2010. у граду је живело 60.724 становника, што је 4.453 (7,9%) становника више него 2000. године.
| Група             | 2000.          | 2010.          |
| Белци             | 30.842 (54,8%) | 28.087 (46,3%) |
| Афроамериканци    | 7.664 (13,6%)  | 8.600 (14,2%)  |
| Азијати           | 655 (1,2%)     | 1.036 (1,7%)   |
| Хиспаноамериканци | 16.880 (30,0%) | 23.093 (38,0%) |
| Укупно            | 56.271         | 60.724         |